# Anders Sparring
Anders Sparring (ur. 16 maja 1969 w Sztokholmie) – szwedzki scenarzysta, aktor i autor książek dla dzieci.
W Polsce w 2021 roku ukazał się pierwszy tom serii o rodzinie Obrabków opublikowany przez Wydawnictwo Zakamarki.
W Polsce opublikowano:
| L.p. | Tytuł polski                             | Tytuł oryginalny                               | Ilustrator     | Tłum.             | Rok premiery w Szwecji | Rok premiery w Polsce | Wydawnictwo | ISBN              |
| ---- | ---------------------------------------- | ---------------------------------------------- | -------------- | ----------------- | ---------------------- | --------------------- | ----------- | ----------------- |
| 1    | Rodzina Obrabków i urodzinowy skok       | Familjen Knyckertz och födelsedagskuppen       | Per Gustavsson | Agnieszka Stróżyk | 2017                   | 2021                  | Zakamarki   | 978-83-7776-199-1 |
| 2    | Rodzina Obrabków i złoty diament         | Familjen Knyckertz och gulddiamanten           | Per Gustavsson | Agnieszka Stróżyk | 2018                   | 2022                  | Zakamarki   | 978-83-7776-224-0 |
| 3    | Rodzina Obrabków i psia sprawa           | Familjen Knyckertz och snutjakten              | Per Gustavsson | Agnieszka Stróżyk | 2019                   | 2022                  | Zakamarki   | 978-83-7776-235-6 |
| 4    | Rodzina Obrabków i sekret Icjanta        | Familjen Knyckertz och Ismans hemlighet        | Per Gustavsson | Agnieszka Stróżyk | 2020                   | 2023                  | Zakamarki   | 978-83-7776-240-0 |
| 5    | Rodzina Obrabków i klątwa gipsowego kota | Familjen Knyckertz och gipskattens förbannelse | Per Gustavsson | Agnieszka Stróżyk | 2021                   | 2024                  | Zakamarki   | 978-83-7776-264-6 |
| 6    | Rodzina Obrabków i dama w boa            | Familjen Knyckertz och damen med fjäderboan    | Per Gustavsson | Agnieszka Stróżyk | 2022                   | 2024                  | Zakamarki   | 978-83-7776-270-7 |